# Sergio Fajardo
Sergio Fajardo Valderrama (Medellín, 19 giugno 1956) è un politico colombiano.

## Biografia
Il suo ingresso in politica è avvenuto nel 2003 quando è stato eletto sindaco di Medellin. Dal 2012 al 2016 è stato governatore di Antioquia.
Nel luglio 2017 ha annunciato la sua candidatura alle elezioni presidenziali del 2018, arrivando terzo al primo turno. Nel marzo 2022 si è nuovamente candidato alle presidenziale, piazzandosi quarto al primo turno.